# Gervais
Gervais es una ciudad ubicada en el condado de Marion en el estado estadounidense de Oregón. En el año 2007 tenía una población de 2,250 habitantes y una densidad poblacional de 1,988.9 personas por km².

## Geografía
Gervais se encuentra ubicada en las coordenadas 44°6′30″N 122°53′51″O / 44.10833, -122.89750.

## Demografía
Según la Oficina del Censo en 2000 los ingresos medios por hogar en la localidad eran de $43,882 y los ingresos medios por familia eran $44,118. Los hombres tenían unos ingresos medios de $21,490 frente a los $21,167 para las mujeres. La renta per cápita para la localidad era de $10,862. Alrededor del 17.3% de la población estaban por debajo del umbral de pobreza.